# Носентинер Хите
Носентинер Хите (њем. Nossentiner Hütte) општина је у њемачкој савезној држави Мекленбург-Западна Померанија. Једно је од 60 општинских средишта округа Мириц. Према процјени из 2010. у општини је живјело 699 становника. Посједује регионалну шифру (AGS) 13056051.

## Географски и демографски подаци
Носентинер Хите се налази у савезној држави Мекленбург-Западна Померанија у округу Мириц. Општина се налази на надморској висини од 69 метара. Површина општине износи 40,1 km². У самом мјесту је, према процјени из 2010. године, живјело 699 становника. Просјечна густина становништва износи 17 становника/km².